# Ratschyn (Dubno)
Ratschyn (ukrainisch Рачин; russisch Рачин Ratschin, polnisch Raczyn) ist ein Dorf im Süden der ukrainischen Oblast Riwne mit etwa 1800 Einwohnern (2001).

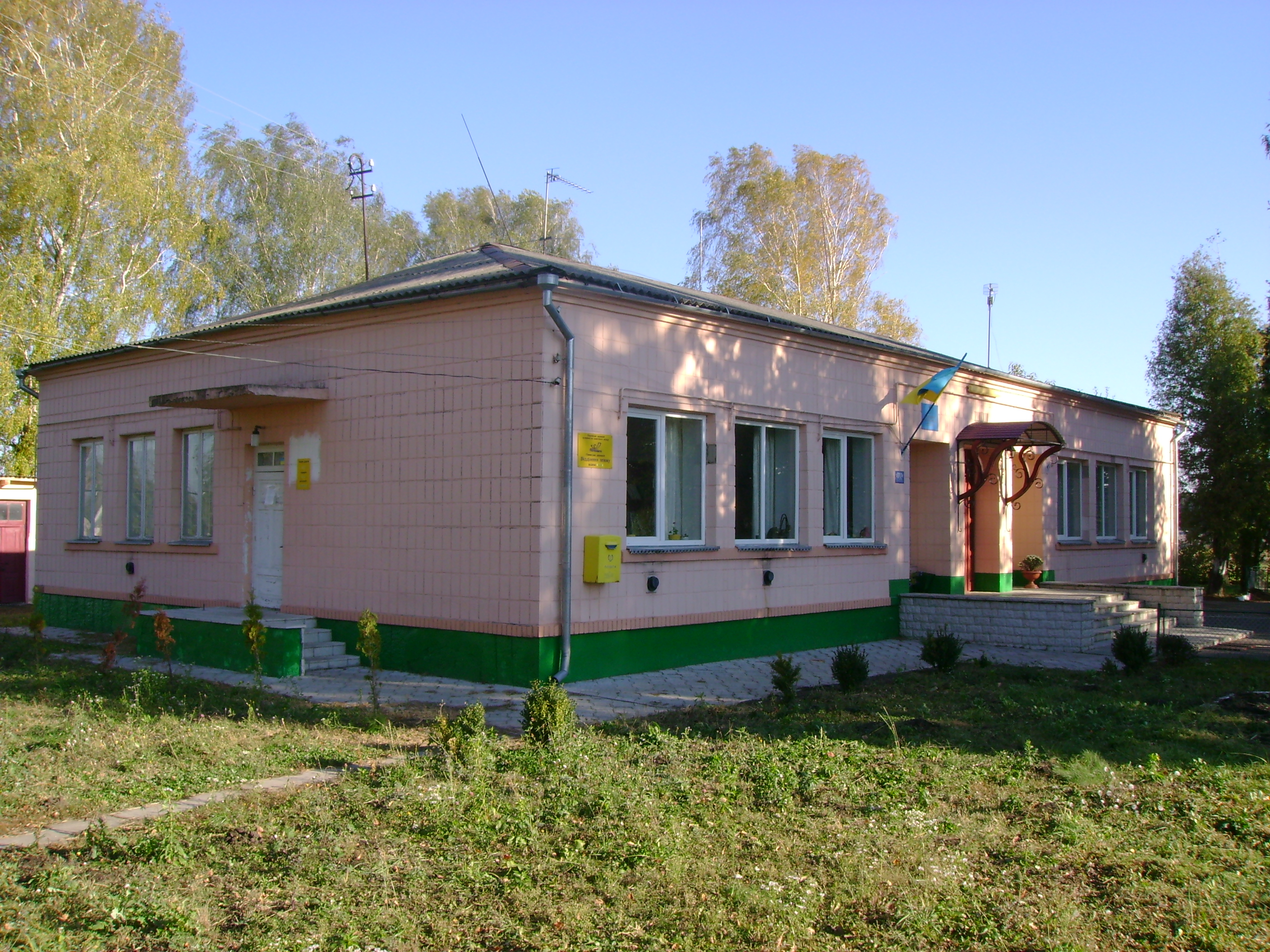
Gemeindehaus

Das erstmals 1545 schriftlich erwähnte Dorf liegt am Stadtrand der Stadt Dubno im Rajon Dubno.
Am 21. Oktober 2016 wurde das Dorf ein Teil der neugegründeten Landgemeinde Tarakaniw (Тараканівська сільська громада Tarakaniwska silska hromada), bis dahin bildete das Dorf die gleichnamige Landratsgemeinde.
Die Ortschaft liegt am Ufer der Lypka (Липка), einem 12 km langen, rechten Nebenfluss der Ikwa, 4 km östlich vom Rajonzentrum Dubno und 42 km südwestlich vom Oblastzentrum Riwne.
Durch das Dorf verläuft die Territorialstraße T–18–01.